# Ingemar
Ingemar, nebo také Ingmar je staroseverské mužské jméno.
Na území Švédska je doloženo už z dob okolo roku 1000. Ze švédštiny bylo zřejmě také převzato do norštiny.

## Slavní nositelé jména
- Ingmar Bergman – režisér
- Ingemar Erlandsson - fotbalista
- Ingemar Leckius – spisovatel, laureát Velké ceny Devíti
- Ingemar Stenmark – švédský slalomář

## Jmeniny
- Norsko – 22. 12.
- Slovensko – 30. 7.
- Švédsko – 3. 6.